# 伊戈尔·多东

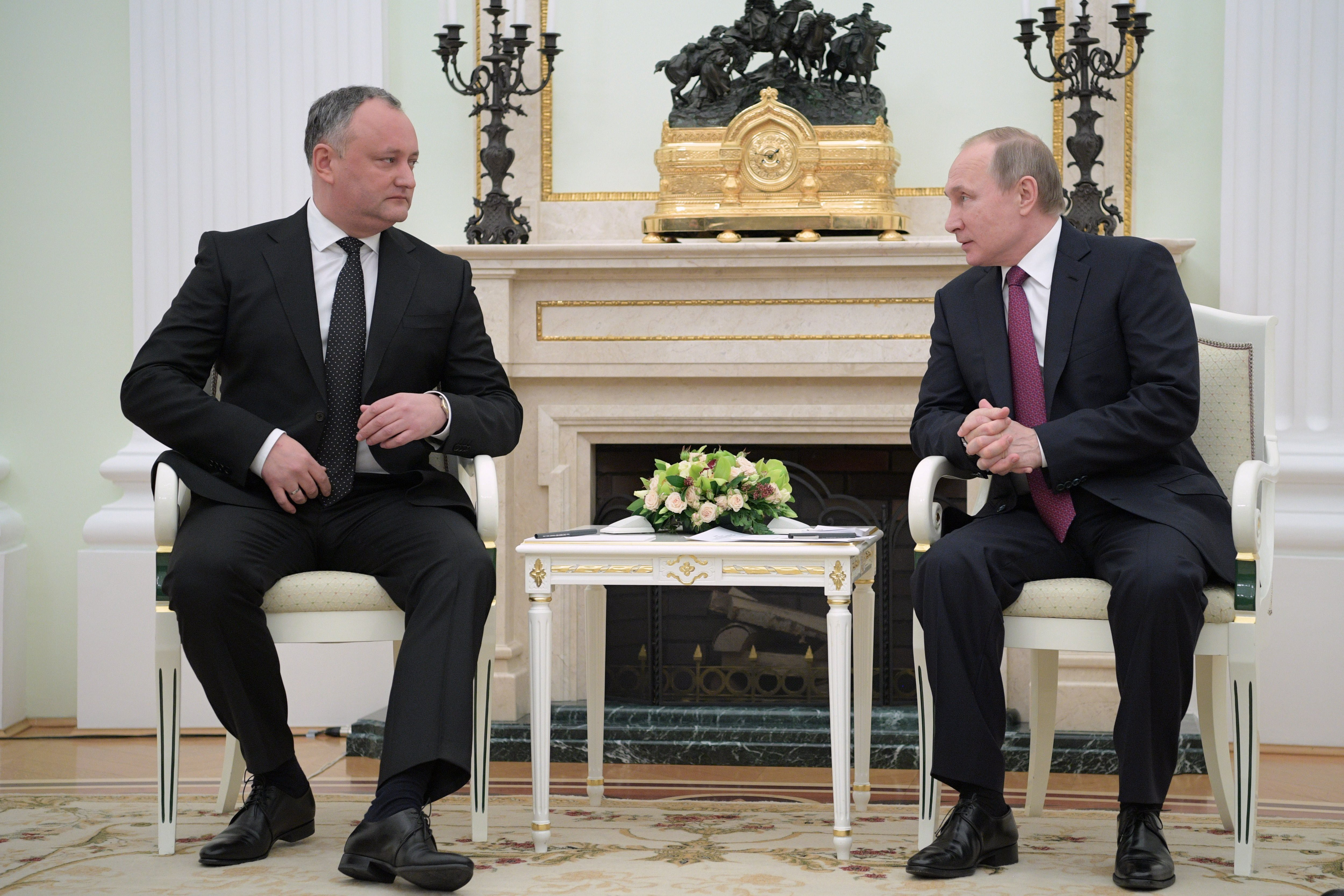
2017年1月17日，摩爾多瓦總統多東與俄羅斯總統普京在俄羅斯首都莫斯科會面。

伊戈尔·多东（羅馬尼亞語：Igor Dodon，發音：[ˈiɡor doˈdon]；1975年2月18日—），前摩尔多瓦总统和摩爾多瓦共和國社會主義者黨主席。2006年9月到2009年9月曾任经济部长，2008年兼任副总理。2016年和2020年總統大選皆在第二輪投票與瑪雅·桑杜對決，第一次為勝出，第二次卻落敗。

## 生平
伊戈尔·多东1975年2月18日出生于摩尔多瓦克勒拉希區的萨多瓦村。毕业于摩尔多瓦国立农业大学农业经济学系，1998年获得摩尔多瓦经济研究学院博士学位。之后在学校教书。
2005年5月，多东被任命为贸易和经济副部长，2006年9月任部长，2008年兼任副总理，任至2009年9月齐奈达·格雷恰尼政府辞职。
2011年，多东竞选基希讷乌市长，但以49.4%的选票输给了多林·基尔托阿科。
2011年11月，多东退出摩尔多瓦共和国共产党人党，加入摩爾多瓦共和國社會主義者黨，并在12月18日当选党主席。
2016年10月，他参加摩尔多瓦总统选举，这是该国宪法法院在3月4日决定恢复全民投票选举总统。选前民调显示，伊戈尔·多东以超过40%的民众支持率遥遥领先。10月31日，多东与摩尔多瓦行动和团结党候选人瑪雅·桑杜分别获得48.91%和37.79%的选票，因未能超过50%，得票率居前两位的多东和桑杜于11月13日进行第二轮角逐，卒勝選。
四年後的2020年，多東再次與總統選舉第二輪投票與桑杜對決，但落選，遂不能連任總統。
2022年，多东因涉嫌叛乱、受贿等罪嫌被摩尔多瓦政府判拘留30天。
伊戈尔·多东已婚，有三个孩子。

## 外交政策

### 對歐盟關係
伊戈爾·多東認為歐盟出於俄羅斯軍事介入克里米亞半島和烏克蘭東部而對俄羅斯作出經濟制裁的行動是完全錯誤的，旨在於針對俄羅斯政府。而他亦同時表示他領導的摩爾多瓦政府絕不會接納羅馬尼亞對摩爾多瓦加入歐盟的邀請和談判，認為羅馬尼亞的行為是為了剝奪摩爾多瓦的中立國自主原則，以作為日後將摩爾多瓦重新合併到羅馬尼亞的企圖。

### 對俄羅斯關係
伊戈爾·多東的政治立場向來親俄，在當選總統後便即時到莫斯科與俄羅斯總統普京會面。他曾提出要求國際社會承認克里米亞是俄羅斯的領土一部分的訴求。

## 延伸阅读
- CIgor Dodon
- Pro-Russian Candidate Leads Moldova Presidential Vote but Faces Runoff （页面存档备份，存于）
- Igor Dodon is Vladimir Putin’s Moldovan Mini-Me （页面存档备份，存于）